# Ralf Schreiber
Ralf Schreiber (* 6. April 1959 in Hattingen an der Ruhr) ist ein deutscher Schachfunktionär, Autor und Unternehmer.
Schreiber führte Schach als pädagogisches Hilfsmittel in Kindergärten ein. Seit den 1970er Jahren übt er bis heute (2022) ununterbrochen ein Ehrenamt aus. Für beides erhielt er am 6. April 2021 den Verdienstorden der Bundesregierung Deutschland („Bundesverdienstmedaille“).

## Ausbildung und beruflicher Werdegang
Schreiber stammt aus einer Arbeiterfamilie. Mit der Zeit hat er mehrere Ausbildungen unter anderem nebenberuflich durchgeführt. 1973–1976 Dreher (heute Zerspanungstechniker der Fachrichtung Drehen) Thyssen Henrichshütte, 1989 Ausbilder für technische Berufe, 1989 Industriemeister Metall, 1993 Ausbilder für kaufmännische Berufe, 1993 Personalfachkaufmann und 1994 Betriebswirt mit der Fachrichtung Marketing.

Schreiber war in den Jahren 1976–1989 als Dreher mit dem Schwerpunkt Sonderlegierungen und Spezialprojekte wie z. B. für die Raumfahrt unter anderem an der größten Drehbank Europas tätig. 1989 wechselte Schreiber in den kaufmännischen Bereich und war in verschiedenen Unternehmen in Führungsfunktionen aber auch als Selbstständiger tätig.

## Schach für Kids
Die weltweit einzigartige Initiative „Schach für Kids“ (SfK) wurde im Jahre 2006 von Ralf Schreiber gegründet und ist ein auf wissenschaftlicher Basis erstelltes neues pädagogisches Hilfsmittel zur Förderung der kindlichen Entwicklung. Hierbei werden die unendlichen Möglichkeiten des Schachspiels genutzt und kommen im Elementar- und Primarbereich zur Förderung von Kindern ab 3 Jahren zum Einsatz. Dies wurde durch einen Praxisversuch mit über 3.000 Kindern und der wissenschaftlichen Studie mit über 500 Kindern belegt. Aus den Ergebnissen entstanden die notwendigen Hilfsmittel. Schreiber bildete bisher über 2.500 Pädagogen/-innen und Erzieher/-innen (Stand: 2022) mit der SfK-Lehrmethode aus, die nicht nur in Deutschland eingesetzt wird.

Im Jahre 2018 sorgte Schreiber dafür, dass der dreifache Schach-Weltmeister Wladimir Kramnik als erster Schachprofi in einem Kindergarten an über 25 Brettern gegen 3-6-jährige Kinder simultan Schach spielte.

## Ehrenamtliche Tätigkeiten
Schreiber wurde 1965 von seinem Vater Horst Schreiber mit 6 Jahren zum Schachverein Hattingen mitgenommen. Mit 10 Jahren übernahm er dort sein erstes Ehrenamt. Er wurde zum Jugendsprecher gewählt. Er übernahm dauerhaft Verantwortung und wurde 1986 zum 1. Vorsitzenden des Vereins gewählt. Neben den vielen Funktionen von Schreiber sei die Tätigkeit als Marketing-Beauftragter des Schachbundes NRW in den Jahren 2006–2008 und die Tätigkeit als Referent für Breiten- und Freizeitsport des Deutschen Schachbundes in den Jahren 2007–2011 genannt. Auch hat er das Marketing für die Deutsche Schach-Amateurmeisterschaft des Deutschen Schachbundes für die Jahre 2007–2018 übernommen.

Aktuell (2022) ist er 1. Vorsitzender der Vereine Schach für Kids e.V. und Schach für Kids Förderverein e.V. sowie Vizepräsident beim Kultur- und Sportverein Berlin e.V.

Während der Schach-Olympiade 2008 in Dresden organisierte Schreiber den Deutschland-Cup und sorgte dafür, dass die Veranstaltung mit neuem Format seit 2010 weitergeführt wurde. Auch im Jahre 2008 organisierte er den DSB-Stand bei der Schach-Weltmeisterschaft Kramnik gegen Anand in Bonn.

## Auszeichnungen
- 2011 Deutscher Schachpreis, höchste Auszeichnung des Deutschen Schachbundes[5]
- 2012 Ernennung zum „Schutzengel für Kinder“ durch Ruhrbischof Dr. Franz-Josef Overbeck[6][7]
- 2018 Einladung in die Staatskanzlei wegen 50 Jahre ununterbrochenes Ehrenamt
- 2019 Ehrenbrief des Schachbundes NRW[8]
- 2019 EN-Krone in Form eines Sonderpreises für Innovation[9][10]
- 2021 Verdienstorden der Bundesrepublik Deutschland („Bundesverdienstmedaille“)[11][12][13][14][15][16]
- 2022 Ehrenplakette der Stadt Hattingen und dem Sportbund[17]